# Poecilopsis isabellae
Poecilopsis isabellae là một loài bướm đêm trong họ Geometridae.